# Diocesi di Potosí
La diocesi di Potosí (in latino Dioecesis Potosiensis in Bolivia) è una sede della Chiesa cattolica in Bolivia suffraganea dell'arcidiocesi di Sucre. Nel 2023 contava 772.000 battezzati su 870.000 abitanti. È retta dal vescovo Nicolás Renán Aguilera Arroyo.

## Territorio
La diocesi comprende il dipartimento boliviano di Potosí. Confina a nord con la diocesi di Oruro e con l'arcidiocesi di Cochabamba; a est con l'arcidiocesi di Sucre e con la diocesi di Tarija; a sud con l'Argentina; a ovest ancora con la diocesi di Oruro e con il Cile.
Sede vescovile è la città di Potosí, dove si trova la cattedrale di Nostra Signora della Pace.
Il territorio è suddiviso in 50 parrocchie.

## Storia
La diocesi è stata eretta l'11 novembre 1924 con la bolla Praedecessoribus Nostris di papa Pio XI, ricavandone il territorio dall'arcidiocesi di La Plata, che contestualmente assunse il nome di arcidiocesi di Sucre.

## Cronotassi dei vescovi
Si omettono i periodi di sede vacante non superiori ai 2 anni o non storicamente accertati.
- Cleto Loayza Gumiel † (15 novembre 1924 - 30 dicembre 1968 deceduto)
- Bernardo Leonardo Fey Schneider, C.SS.R. † (30 dicembre 1968 succeduto - 21 maggio 1983 dimesso)
- Edmundo Luis Flavio Abastoflor Montero (6 ottobre 1984 - 31 luglio 1996 nominato arcivescovo di La Paz)
- Walter Pérez Villamonte † (7 marzo 1998 - 25 novembre 2009 dimesso)
- Ricardo Ernesto Centellas Guzmán (25 novembre 2009 - 11 febbraio 2020 nominato arcivescovo di Sucre)[1]
- Nicolás Renán Aguilera Arroyo, dal 28 ottobre 2020

## Statistiche
La diocesi nel 2023 su una popolazione di 870.000 persone contava 772.000 battezzati, corrispondenti all'88,7% del totale.
| anno | popolazione | popolazione | popolazione | presbiteri | presbiteri | presbiteri | presbiteri                | diaconi | religiosi | religiosi | parrocchie |
| anno | battezzati  | totale      | %           | numero     | secolari   | regolari   | battezzati per presbitero | diaconi | uomini    | donne     | parrocchie |
| ---- | ----------- | ----------- | ----------- | ---------- | ---------- | ---------- | ------------------------- | ------- | --------- | --------- | ---------- |
| 1950 | 543.800     | 548.930     | 99,1        | 51         | 34         | 17         | 10.662                    |         | 22        | 55        | 47         |
| 1966 | ?           | 700.000     | ?           | 70         | 41         | 29         | ?                         |         | 35        | 86        | 48         |
| 1970 | 742.300     | 750.000     | 99,0        | 61         | 32         | 29         | 12.168                    |         | 36        | 69        | 68         |
| 1976 | 889.911     | 933.590     | 95,3        | 80         | 36         | 44         | 11.123                    | 2       | 48        | 52        | 65         |
| 1980 | 936.000     | 980.000     | 95,5        | 77         | 32         | 45         | 12.155                    |         | 58        | 60        | 66         |
| 1990 | 892.524     | 928.600     | 96,1        | 66         | 30         | 36         | 13.523                    |         | 60        | 65        | 66         |
| 1999 | 688.585     | 810.100     | 85,0        | 80         | 41         | 39         | 8.607                     |         | 47        | 77        | 70         |
| 2000 | 575.977     | 639.974     | 90,0        | 66         | 37         | 29         | 8.726                     |         | 38        | 83        | 70         |
| 2001 | 575.285     | 639.206     | 90,0        | 62         | 35         | 27         | 9.278                     | 3       | 33        | 86        | 70         |
| 2002 | 638.112     | 709.013     | 90,0        | 68         | 41         | 27         | 9.384                     | 3       | 35        | 85        | 79         |
| 2003 | 644.697     | 716.331     | 90,0        | 67         | 36         | 31         | 9.622                     | 3       | 36        | 86        | 79         |
| 2004 | 651.144     | 723.494     | 90,0        | 63         | 34         | 29         | 10.335                    | 5       | 36        | 69        | 79         |
| 2013 | 745.000     | 834.000     | 89,3        | 63         | 45         | 18         | 11.825                    | 5       | 19        | 53        | 53         |
| 2016 | 729.880     | 829.410     | 88,0        | 58         | 43         | 15         | 12.584                    | 5       | 15        | 58        | 53         |
| 2019 | 735.691     | 834.501     | 88,2        | 57         | 48         | 9          | 12.906                    | 5       | 9         | 48        | 53         |
| 2021 | 754.900     | 848.400     | 89,0        | 47         | 43         | 4          | 16.061                    | 5       | 6         | 48        | 50         |
| 2023 | 772.000     | 870.000     | 88,7        | 58         | 49         | 9          | 13.310                    | 4       | 9         | 41        | 50         |